# Floriane Garcia
Floriane Garcia (ur. 14 grudnia 1989 r. w Villeneuve-sur-Lot) – francuska wioślarka.

## Osiągnięcia
- Mistrzostwa Świata Juniorów – Pekin 2007 – czwórka bez sternika – 7. miejsce[1].
- Mistrzostwa Świata U-23 – Račice 2009 – czwórka bez sternika – 4. miejsce[1].
- Mistrzostwa Europy – Brześć 2009 – ósemka – 6. miejsce[1].
- Mistrzostwa Europy – Montemor-o-Velho 2010 – ósemka – 8. miejsce[1].